# (4942) Munroe
(4942) Munroe ist ein Asteroid im Asteroidengürtel zwischen den Planeten Mars und Jupiter. Er wurde am 24. Februar 1987 vom belgischen Astronom Henri Debehogne entdeckt. Im Jahr 2013 wurde der Asteroid nach Randall Munroe, dem Autor des Webcomics xkcd, benannt.